# Zoo d'Amiens
Le zoo d'Amiens est un parc animalier français situé dans les Hauts-de-France, à Amiens. Fondé en 1952, sous le nom de jardin zoologique d'Amiens et initialement municipal, il est depuis géré par la communauté d'agglomération Amiens Métropole.

## Historique
Le zoo d’Amiens ouvre ses portes le 22 mai 1952.
Une première éléphante arrive au zoo en 1971.
Les tigres sont de retour au zoo en 2020.
En 2024, le zoo communique sur la mort par septicémie de son serval.

## Actions de préservation d'espèces animales

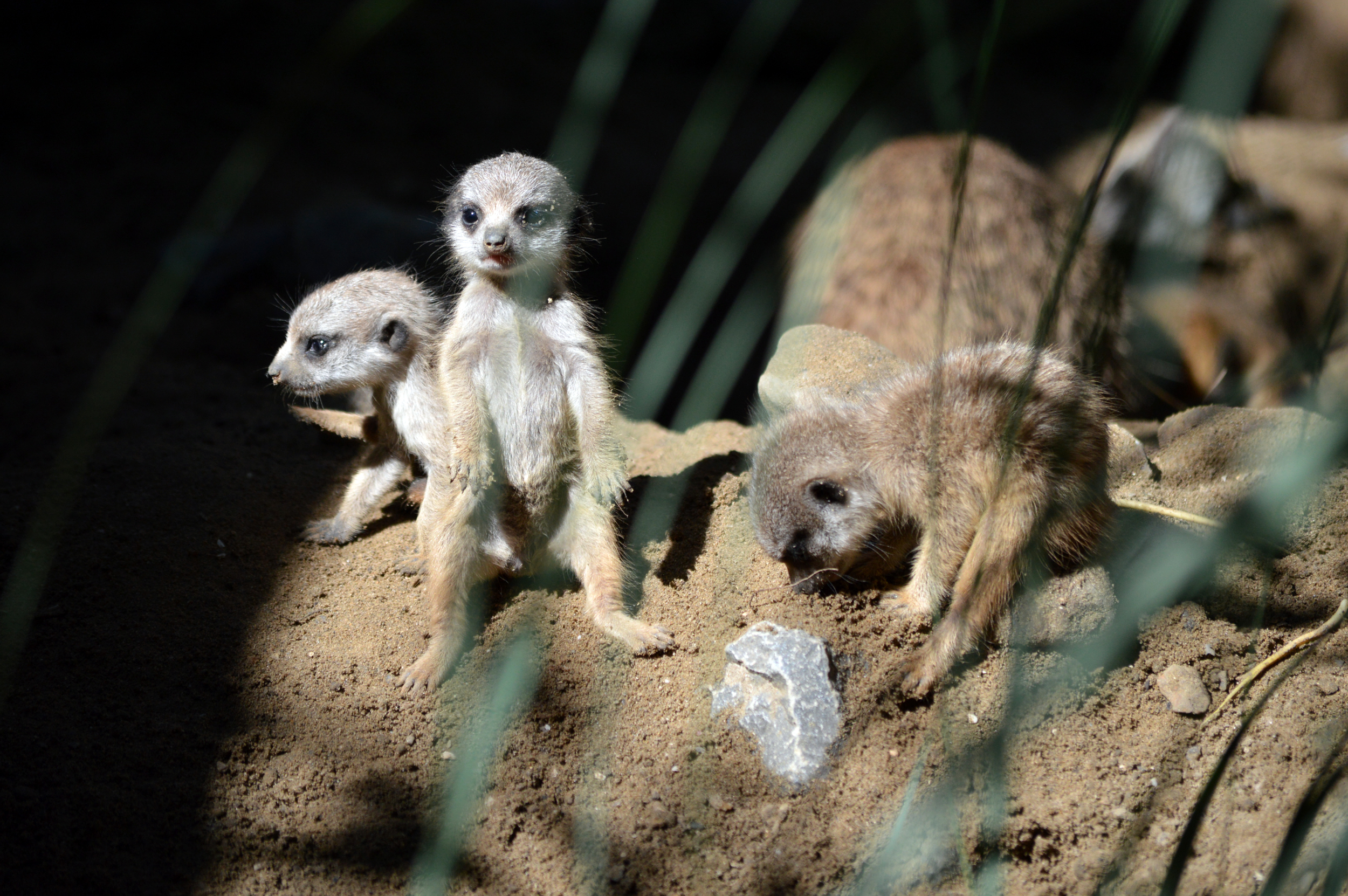
Trois des six bébés suricates.

En 2020, Ménya, femelle tigre venue du Royaume-Uni, et Argo, le mâle venu de France, tous deux âgés de 3 ans sont arrivés au zoo.
De leur union, en septembre 2022 un bébé tigre mâle, Pasai, est né. En mars 2024, deux autres bébés tigres de Sumatra, Toba le mâle et Rimba la femelle, sont nés au zoo d'Amiens qui participe au programme européen pour les espèces menacées (EEP)[source insuffisante].

## Fréquentation
| Année         | 2000   | 2001   | 2002   | 2003   | 2004    | 2005    | 2006   | 2007    | 2008    | 2009    | 2010    | 2011    | 2012    | 2013    | 2014    | 2015    | 2016    | 2017    |
| ------------- | ------ | ------ | ------ | ------ | ------- | ------- | ------ | ------- | ------- | ------- | ------- | ------- | ------- | ------- | ------- | ------- | ------- | ------- |
| Fréquentation | 93 035 | 78 870 | 68 889 | 85 019 | 107 098 | 100 771 | 86 105 | 107 026 | 115 188 | 131 441 | 124 097 | 146 951 | 150 970 | 149 478 | 161 128 | 185 944 | 183 521 | 191 306 |

| Année         | 2018    | 2019    | 2020    | 2021    | 2022    | 2023    |
| ------------- | ------- | ------- | ------- | ------- | ------- | ------- |
| Fréquentation | 170 660 | 174 712 | 138 418 | 168 046 | 232 068 | 247 891 |